# Raziah Ahmed
Raziah Ahmed là cựu thượng nghị sĩ và thành viên của Quốc hội Chính phủ Cộng hòa Trinidad và Tobago.

## Tham gia chính trị
Với vai trò là cựu Chủ tịch Thượng viện Trinidad và Tobago - 2015, bà là người phụ nữ thứ hai trong lịch sử Trinidad và Tobago làm Chủ tịch nước mình. Bà là cựu Bộ trưởng Nhà nước trong Bộ Giới trẻ và Phát triển Trẻ em. Bà là tác giả của một bộ sách thiếu nhi nhiều tập: sê-ri Tiên tri tặng quà, được xuất bản tại Hoa Kỳ. Hiện tại bà là Giảng viên bán thời gian tại một trường kinh doanh nổi tiếng. Thượng nghị sĩ Ahmed là một diễn giả động lực và tư vấn lập kế hoạch tài chính (RFC cho đến năm 2008). Bà đã nhận bằng MBA từ Đại học West Indies, Học viện Kinh doanh. Bà là một chuyên mục với Người bảo vệ Chủ nhật  của Trinidad và Tobago và với Tin tức Chủ nhật. Chuyên mục Money Matters và Wallet Watch xử lý tư vấn tài chính.
Thượng nghị sĩ Ahmed, từng là một nghị sĩ dưới thời Thủ tướng Basdeo Panday, dưới thời lãnh đạo phe đối lập Kamla Persad Bissessar, và gần đây nhất là dưới thời Thủ tướng Kamla Persad Bissessar. Trước đó, bà là Chủ tịch của TTAIFA  (Hiệp hội Cố vấn tài chính và bảo hiểm Trinidad và Tobago), là thành viên Hội đồng quản trị của CARAIFA, nơi bà từng là Chủ tịch của CARAIFA FOUNDATION. (Hiệp hội Cố vấn tài chính và bảo hiểm Caribbean), có 12 năm liên tiếp là thành viên của MDRT  (Bàn tròn triệu đô), với 8 thành viên của Tòa án và 1 Đầu bảng. Bà cũng là nữ quản lý đại lý đầu tiên tại Công ty bảo hiểm nhân thọ thuộc địa.
Raziah Ahmed née Baksh học tại trường trung học Iere, tốt nghiệp thủ khoa năm 1975 và được trao huy chương vàng Iere cho học sinh xuất sắc nhất trong tất cả các học sinh. Bà học tại Mona Jamaica, trong một chương trình học bổng từ Trinidad Tesoro Chemicals Co., công ty tiền thân của Petrotrin.